# Rue Verrerie
Ne doit pas être confondu avec Rue de la Verrerie.
La rue Verrerie est une rue piétonne de Dijon.

## Situation et accès
Cette rue piétonne et commerçante est l'une des plus pittoresques du centre historique de Dijon, en grande partie occupée par des antiquaires.

## Origine du nom
Elle prit son nom actuel sans doute en raison de l'installation d'artisans verriers dans les boutiques à arcades des rez-de-chaussée.

## Historique
Ancienne rue du Marché-aux-Porcs, puis appelée rue du Sargis, rue des Tondeurs puis rue Verrerie, elle est proche du palais des ducs de Bourgogne, de l'Hôtel de Vogüé et de la célèbre chouette de l'église Notre-Dame de Dijon.
Entièrement pavée et constituée de maisons à colombages en encorbellement du XVe siècle très bien préservées ou restaurées, elle donne une idée de ce que fut « Dijon au Moyen Âge », une ville aux rues étroites bordées d’échoppes d’artisans.

## Bâtiments remarquables et lieux de mémoire
- Angle rue Verrerie et no 1 rue Chaudronnerie : Hôtel Bénigne Malyon
- no 1 : Maison du XVe siècle
- no 3 : Hôtel de la Croix-de-Fer
- no 21 : Immeuble du XVIe siècle
- no 22 et angle rue Chaudronnerie : Maison du XVe siècle
- no 23 : Maison du XVIe siècle
- no 25 : Maison du XVe - XVIe siècle
- no 29 : Hôtel de Saint-Seine

## Galerie

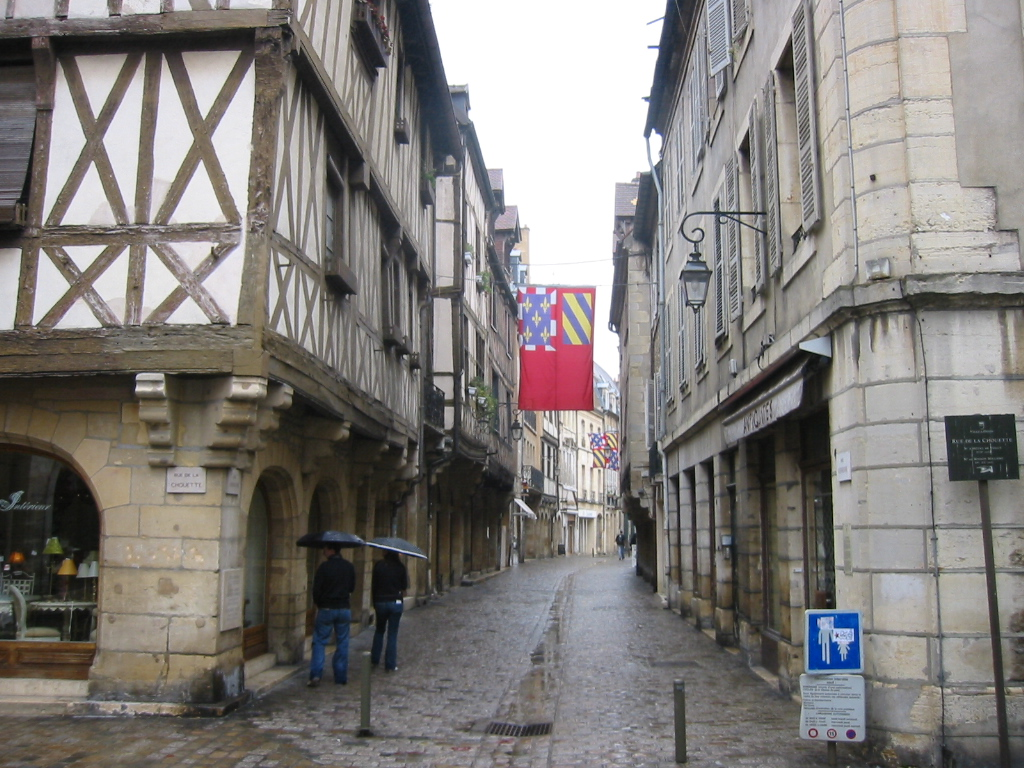
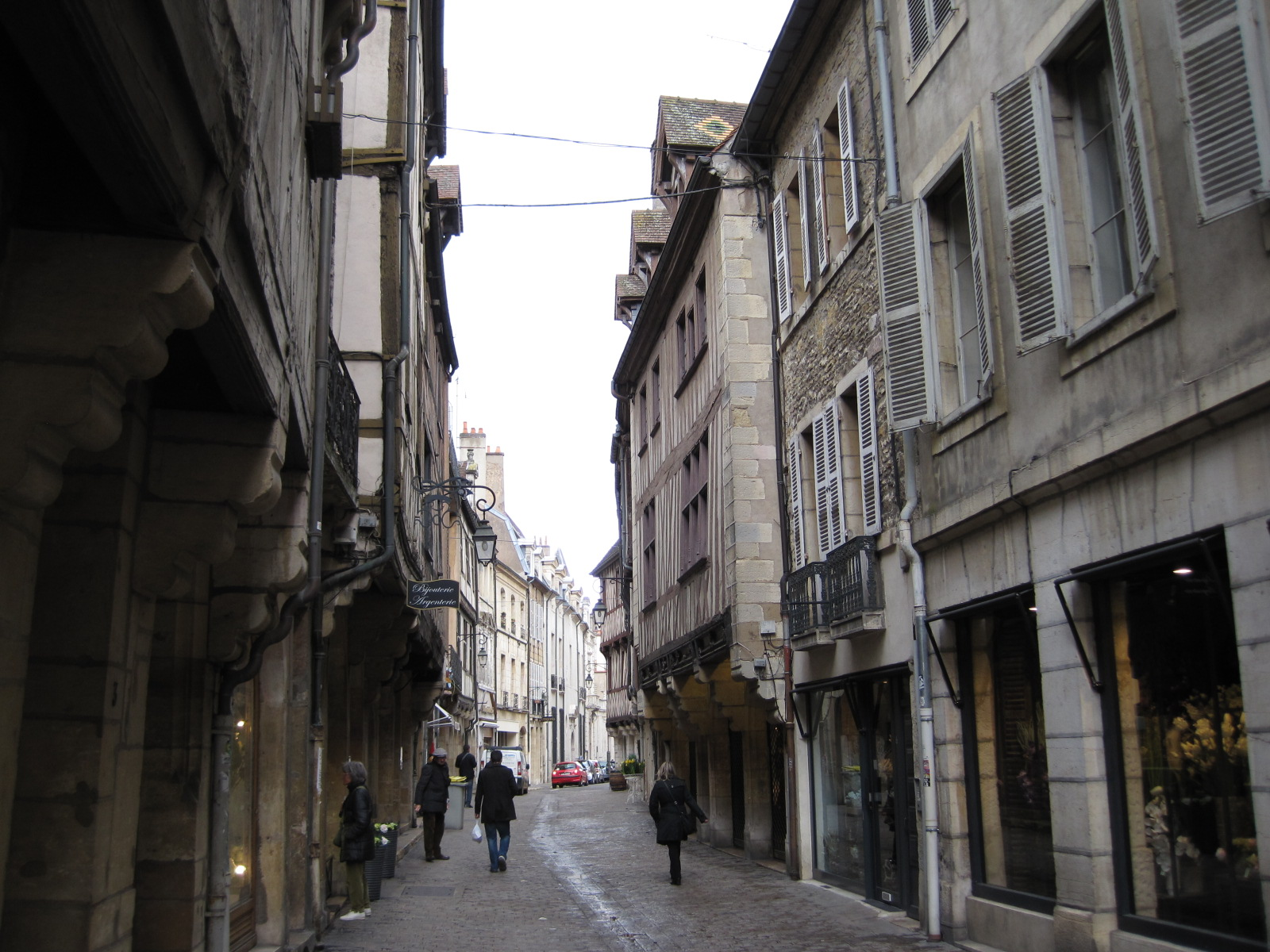
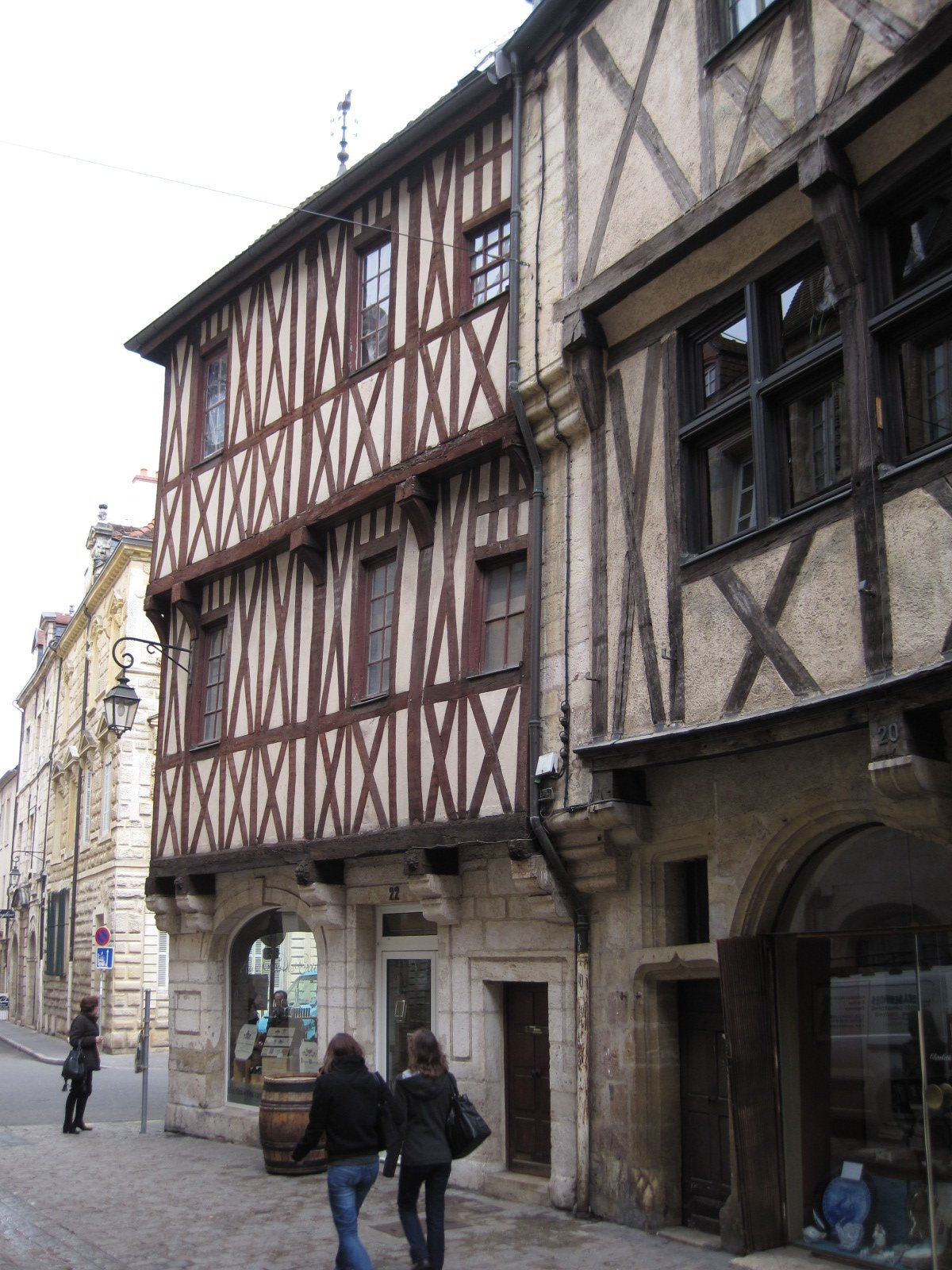
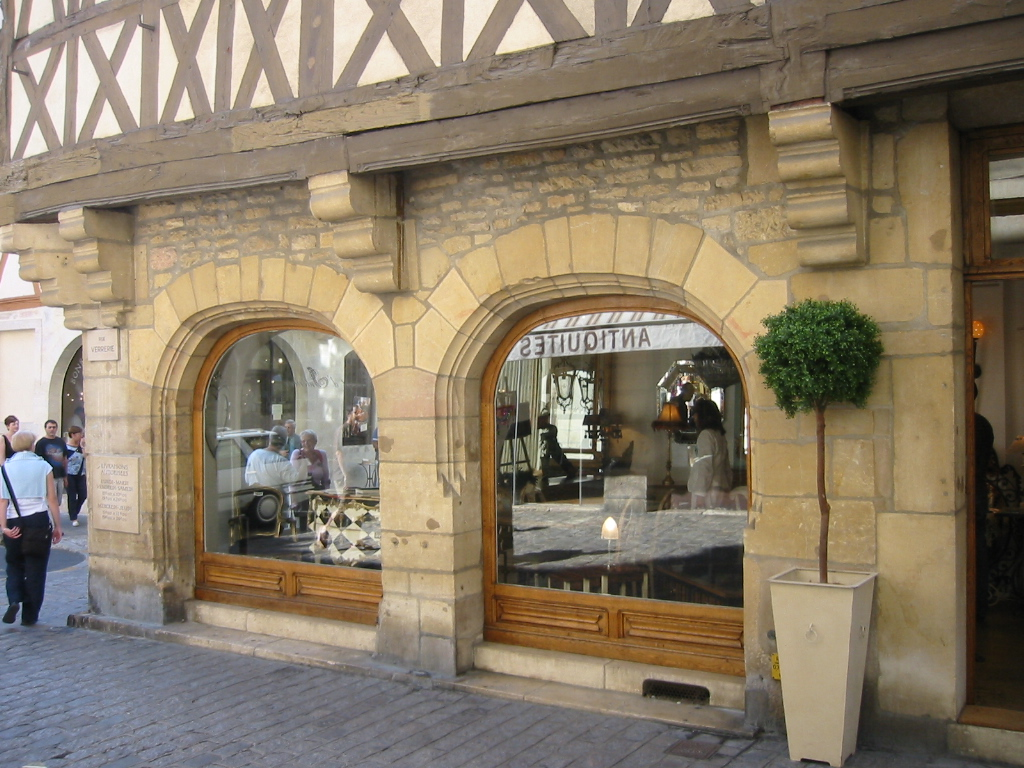
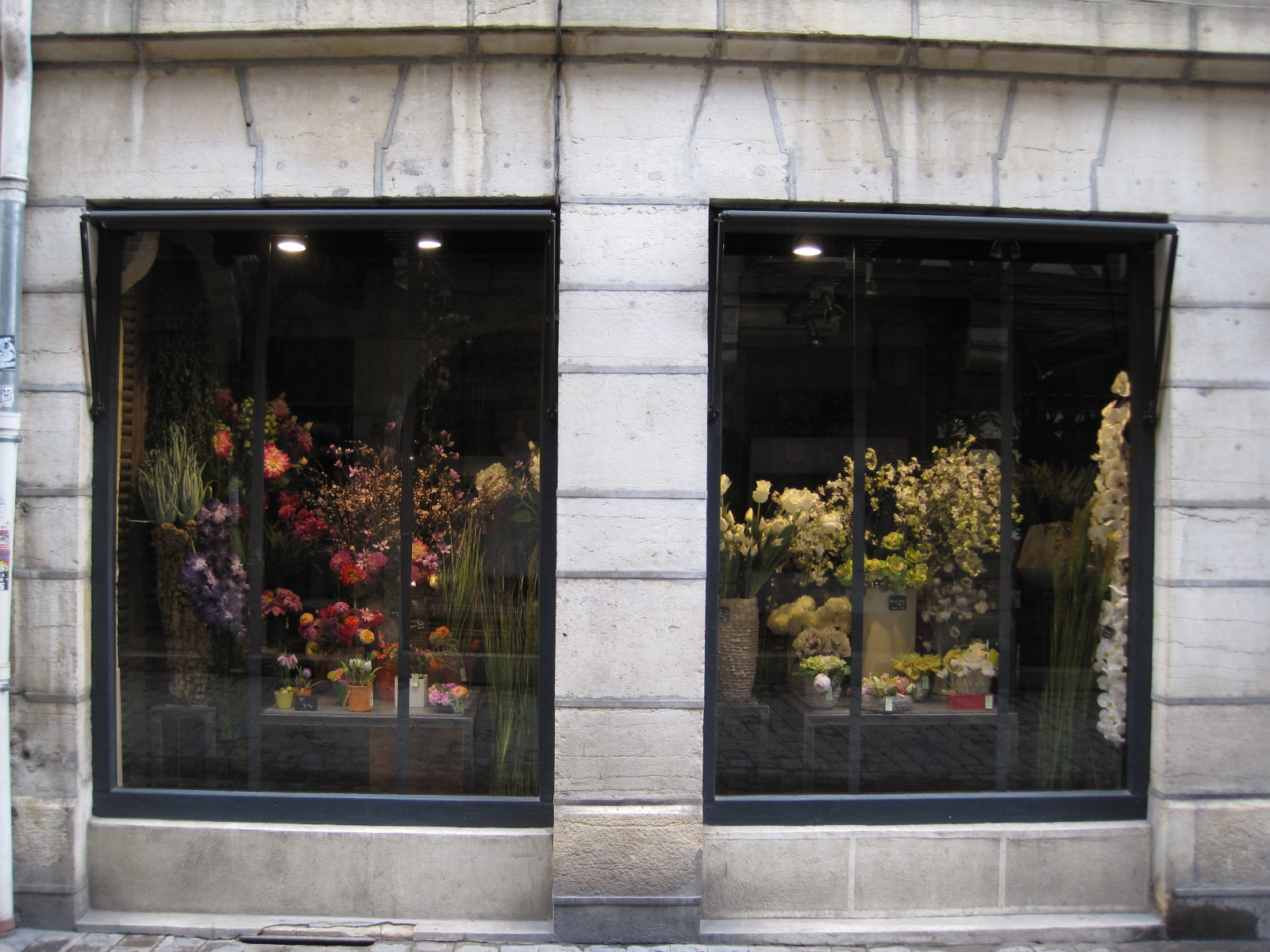